# Pseudanophthalmus rittmani
Pseudanophthalmus rittmani är en skalbaggsart som beskrevs av Krekeler. Pseudanophthalmus rittmani ingår i släktet Pseudanophthalmus och familjen jordlöpare. Inga underarter finns listade i Catalogue of Life.